# Monika Lekunberri
Monika Lekunberri Uriona (Galdácano, 5 de mayo de 1910 - 14 de abril de 1987) fue una maestra española, miembro del movimiento de Escuelas Vascas, profesora de la primera ikastola de Galdácano, entre los años 1934-1936.

## Biografía
Monika Lekunberri Uriona fue uno de los cuatro hijos de Romana Uriona Hormaechea y de Genaro Lekunberri Castillo, correo entre las oficinas de la Cantábrica y la Dinamita. Ingresó muy joven, en 1926, en la escuela de Maestras de Bilbao y recibió su título de maestra en 1930.
Recordada por sus alumnos como la «irakasle» Monika, tenía 24 años cuando se inauguró la primera escuela de Galdácano («Plazakoetxeko Etxebarria ikastola», y luego renombrada «Karmelo Leizaola Euzko Ikastola», en honor a su impulsor, Karmelo Leizaola, fallecido en el exilio en América. En julio de 1936, cuando se produce la rebelión militar se encontraba en San Sebastián haciendo un curso de formación como «irakasle» de las escuelas vascas. La situación provocada por la guerra civil española la llevó a pasar a Francia pero regresó a Galdácano y continuó dando clases hasta que se endurecieron los bombardeos. 
Finalizada la guerra civil e inhabilitada para la docencia por la represión durante la dictadura de Francisco Franco, comenzó a dar clases en casas particulares y más tarde en su propia casa, trabajo que finalmente sería reconocido en el marco del Estado democrático español.

## Reconocimientos
En 2014, el ayuntamiento de Galdácano le rindió homenaje por ser un referente femenino positivo del municipio. En 2015, se bautizó un parque del municipio con su nombre, y se editó y distribuyó un libro sobre su vida, titulado "Leizaolatar' Karmel Euzko Ikastola".

## Referencias

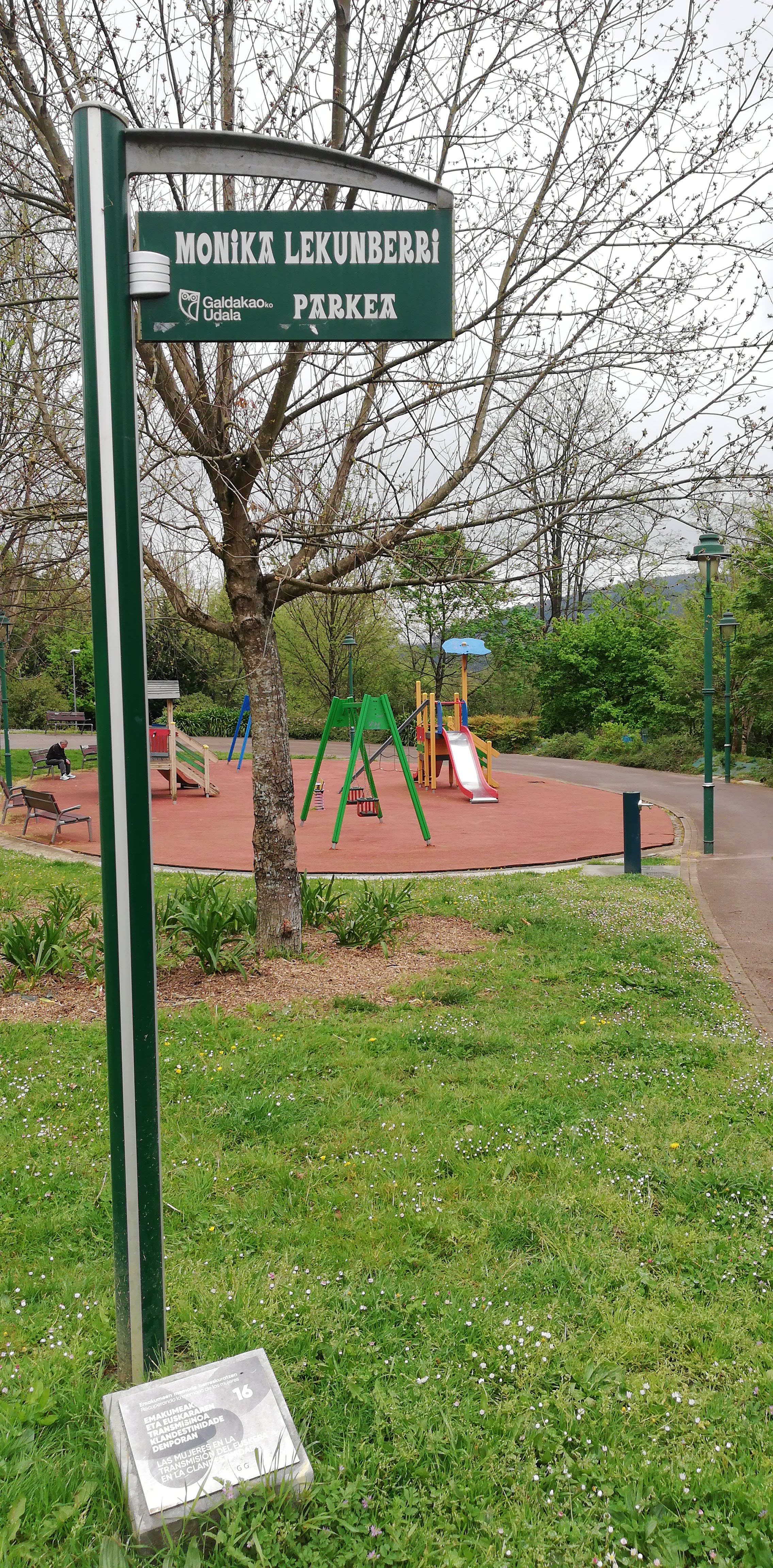
Parque de Galdakao dedicado a Monika Lekunberri